# Springfield Armory
Springfield Armory var ett gevärsfaktori i Springfield, Massachusetts som anlades år 1778. Det var fram till nedläggningen 1968 USA:s viktigaste fabrik för tillverkning av militära handeldvapen. Det är nu ett museum.